# Steinweg 7 (Quedlinburg)

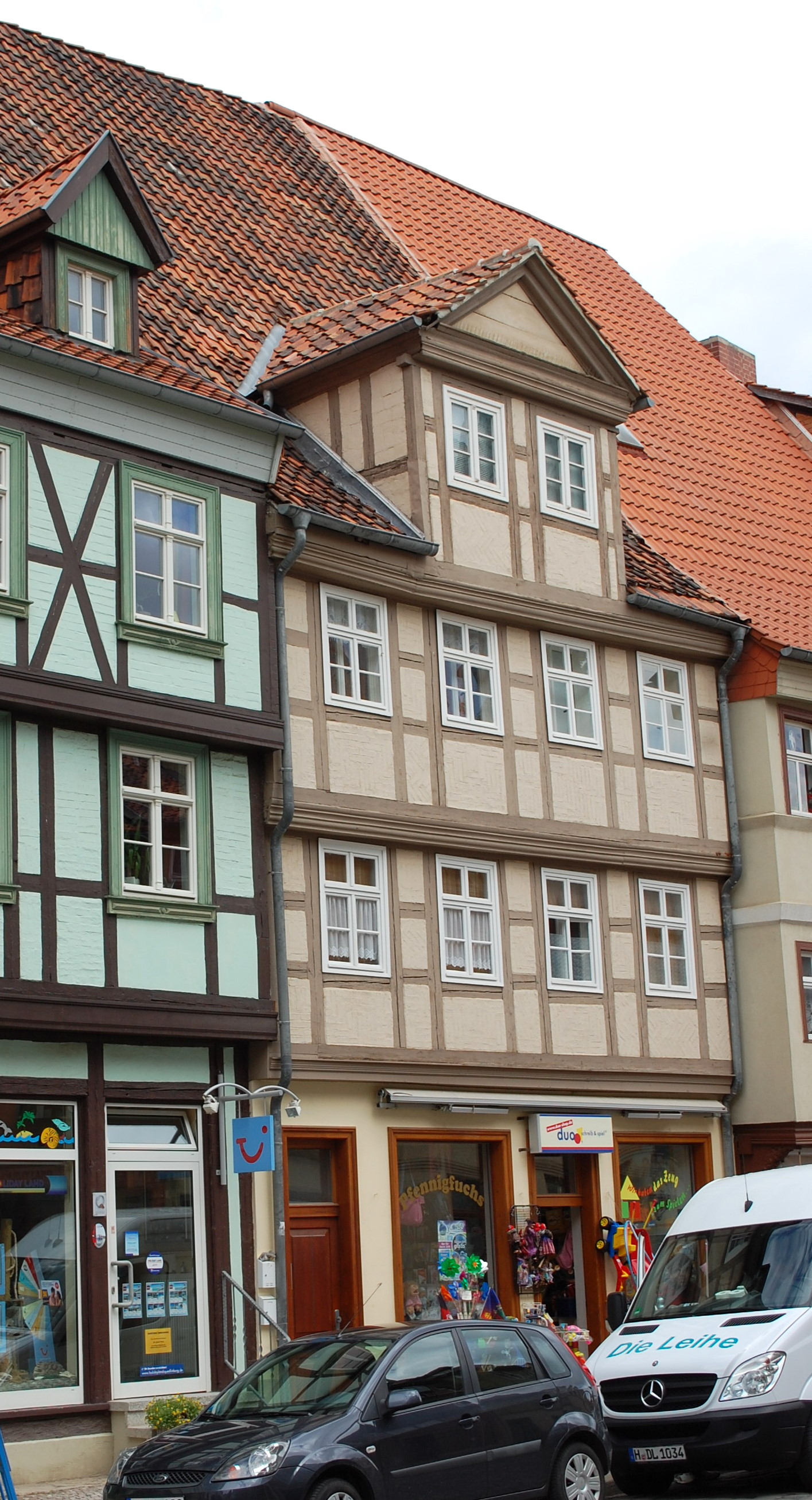
Haus Steinweg 7

Das Haus Steinweg 7 ist ein denkmalgeschütztes Gebäude in der Stadt Quedlinburg in Sachsen-Anhalt.

## Lage
Das im Quedlinburger Denkmalverzeichnis eingetragene Gebäude steht an der Nordseite des Steinwegs in der historischen Neustadt Quedlinburgs und gehört zum UNESCO-Weltkulturerbe.

## Architektur und Geschichte
Das dreigeschossige Fachwerkhaus wurde in der Zeit des Spätbarock um 1760 errichtet. Auf dem Dach des Wohnhauses befindet sich ein Zwerchhaus. Die Gefache der Fassade sind mit Zierausmauerungen versehen. Die oberen Geschosse kragen über und verfügen über Profilbohlen.